# Mark Padun
Mark Pawlowytsch Padun (ukrainisch Марк Павлович Падун; * 6. Juli 1996 in Donezk) ist ein ehemaliger ukrainischer Radrennfahrer.

## Werdegang
Padun gewann in seinem ersten Jahr im Erwachsenenbereich, 2015, mit einer Etappe des Giro della Regione Friuli Venezia Giulia seinen ersten internationalen Elitewettbewerb. Hierauf schloss er sich der italienischen Nachwuchsmannschaft Colpack an, für die er in den Saisons 2016 und 2017 fuhr. In dieser Zeit wurde er ukrainischer U23-Meister im Einzelzeitfahren 2016 und gewann fünf Rennen des Kalenders der UCI Europe Tour, darunter die Gesamtwertung der Flèche du Sud.
Zur Saison 2018 wechselte Padun zum UCI WorldTeam Bahrain-Merida, für das er zum Saisonende 2017 schon als Stagiaire gefahren war. In seinem ersten Vertragsjahr gewann er eine Etappe der Tour of the Alps, einem Etappenrennen hors categorie. Außerdem bestritt er mit der Vuelta a España 2018 seine erste Grand Tour, bei der er einen dritten Etappenrang belegte, die Rundfahrt aber aufgab. 2019 wurde er ukrainischer Zeitfahrmeister, gewann die Gesamtwertung des Adriatica Ionica Race und beendete die Vuelta a España 2019 als 84. Seinen ersten Giro d’Italia beendete er Giro d’Italia 2020 als 70., wobei ihm auf der 12. Etappe ein zweiter Platz gelang.
Seine bis dahin größten Erfolge gelangen Padun mit den Siegen der beiden bergigen Abschlussetappen des Critérium du Dauphiné 2021. Er versetzte nach langer Flucht jeweils seine letzten Begleiter und hielt die Gruppe der Favoriten deutlich auf Distanz. Hierdurch gewann er auch die Bergwertung. Gegenüber der französische Zeitung Le Parisien sprachen nach diesem überraschenden Erfolg anonym gebliebene Fahrer und Mitarbeiter anderer Teams von einer „absoluten Schande“ und einem „Rückfall in die dreckigen 2000er Jahre“. Dass er trotz dieser überragenden Leistung von seinem Team Bahrain Victorious nicht für die Tour de France 2021 und vom ukrainischen Landesverband nicht für das olympische Straßenrennen nominiert wurde, traf Beobachter unerwartet. In einem Interview mit der Zeitung L’Équipe wehrte er sich gegen Dopingverdächtigungen und begründete seine inkonsistenten Leistungen mit Gewichtsproblemen.
Zur Saison 2022 wechselte Padun zum Team EF Education-EasyPost. Teammanager Jonathan Vaughters sprach Padun sein Vertrauen aus und begründete es mit „physiologischen Tests“ und „Instinkt“. Den ersten Sieg für sein neues Team erzielte er auf der vierten Etappe den Gran Camiño 2022, seinem ersten Ergebnis in den Top Ten eines Einzelzeitfahrens gegen ein internationales Feld. Im Anschluss konnte er nicht an seine früheren Leistungen anschließen und wechselte für die Saison 2024 zum italienischen UCI ProTeam Corratec.
Am 14. Jänner 2025 gab er aufgrund von gesundheitlichen Problemen das Ende seiner Karriere bekannt.

## Erfolge
2014
- Ukrainischer Meister – Einzelzeitfahren (Junioren)

2015
- eine Etappe und Bergwertung Giro della Regione Friuli Venezia Giulia

2016
- Ukrainischer Meister – Einzelzeitfahren (U23)
- eine Etappe, Bergwertung und Nachwuchswertung Giro della Valle d’Aosta

2017
- Trofeo Piva
- Gesamtwertung und Nachwuchswertung Flèche du Sud
- eine Etappe Giro Ciclistico d’Italia
- GP Capodarco

2018
- eine Etappe Tour of the Alps

2019
- Ukrainischer Meister – Einzelzeitfahren
- Gesamtwertung und eine Etappe und Nachwuchswertung Adriatica Ionica Race

2021
- zwei Etappen und Bergwertung Critérium du Dauphiné

2022
- eine Etappe Gran Camiño

## Grand Tour-Platzierungen
| Grand Tour            | 2018 | 2019 | 2020 | 2021 | 2022 |
| --------------------- | ---- | ---- | ---- | ---- | ---- |
| Giro d’ItaliaGiro     | –    | –    | 70   | –    | –    |
| Tour de FranceTour    | –    | –    | –    | –    | –    |
| Vuelta a EspañaVuelta | DNF  | 84   | –    | 59   | 46   |